# دس‌متیل‌فلونیترازپام
دس‌متیل‌فلونیترازپام (انگلیسی: Desmethylflunitrazepam) یک بنزودیازپین است که متابولیت فلونیترازپام است و به‌عنوان یک داروی طراح به‌صورت آنلاین به فروش می‌رسد.